# Windward Performance SparrowHawk
Die Windward Performance SparrowHawk ist ein einsitziges Ultraleichtsegelflugzeug des US-amerikanischen Herstellers Windward Performance und das erste vollständig aus CFK gebautes Segelflugzeug.
Entworfen wurde es von Greg Cole nach den Regularien für Ultraleichtsegelflugzeuge in den USA, die eine Leermasse von höchstens 70 Kilogramm vorgeben. Als erstes und mit einer Kombination von fünf unterschiedlichen Tragflächenprofilen erreicht die SparrowHawk trotz ihrer geringen Masse und nur 11 m Spannweite die Leistung eines Segelflugzeugs der Clubklasse, das typischerweise eine Spannweite von 15 m und eine Leermasse von 200 bis 300 kg hat. Um einen hohen Faservolumenanteil zu erreichen, der die leichte Bauweise ermöglicht, wurden Prepregs verwendet.
Der Prototyp startete 2001 zum Erstflug.
Jim Payne stellte 2009 mit dem Flugzeug acht nationale und internationale Rekorde in der Ultraleichtsegelflugzeugklasse auf.

## Technische Daten
| Kenngröße              | Daten               |
| ---------------------- | ------------------- |
| Besatzung              | 1                   |
| Länge                  | 6,3 m               |
| Spannweite             | 11 m                |
| Höhe                   | 1,4 m               |
| Flügelfläche           | 6,5 m²              |
| Flügelstreckung        | 18,5                |
| Gleitzahl              | 37 bei 93 km/h      |
| Geringstes Sinken      | 0,6 m/s bei 70 km/h |
| Leermasse              | 70 kg               |
| max. Startmasse        | 188 kg              |
| Flächenbelastung       | 29 kg/m²            |
| Mindestgeschwindigkeit | 63 km/h             |
| Höchstgeschwindigkeit  | 230 km/h            |